# 西格弗里德·弗莱施
西格弗里德·弗莱施（德語：Siegfried Flesch，1872年3月11日—1939年8月11日），奥地利男子击剑运动员。他曾代表奥地利参加1900年和1908年夏季奥林匹克运动会击剑比赛，其中1900年奥运会获得一枚铜牌。